# Schatten (1959)
Schatten ist ein improvisierter Independentfilm des US-amerikanischen Regisseurs John Cassavetes aus dem Jahr 1959.

## Handlung
Der Film erzählt die Geschichte der drei afroamerikanischen Geschwister Ben, Lelia und Hugh, die sich in der New Yorker Jazz- und Beatnikszene bewegen. Gezeigt werden vor allem ihre alltäglichen Erlebnisse und Probleme mit Rassismus und Beziehungen. So wird beispielsweise Lelia von ihrem weißen Freund Tony aufgrund gegenseitiger Vorurteile verlassen, Hugh versucht sich mit mäßigem Erfolg als Jazzsänger und der arbeitslose Ben treibt sich am liebsten mit seinen weißen Freunden herum, während er von einer Karriere als Trompeter träumt. Der Film weist eine episodenhafte Struktur auf.

## Hintergrund
John Cassavetes Regiedebüt Schatten wurde 1957 bis 1959 mit einem sehr geringen Budget von etwa 40.000 Dollar gedreht. Alle Dialoge und Handlungen des Films sind improvisiert, die Schauspieler sind Laien oder Kommilitonen des Regisseurs, die unter ihrem echten Namen auftreten. Dadurch erhält das Spiel der Darsteller eine ungewöhnliche Authentizität und Wahrhaftigkeit. Der Verzicht auf Studioaufnahmen trägt zu dieser realistischen Atmosphäre bei. Gedreht wurde mit einer 16-mm-Kamera, deren Handhabung Cassavetes von Robert Bresson gezeigt bekommen hatte. Cassavetes sagte über seine Arbeitsweise: "Wenn ich einen Film mache, dann interessiere ich mich mehr für die Menschen, die mit mir arbeiten, als für den Film, als für das Kino."
Technisch wie inhaltlich stellte die Produktion eine Revolution der damaligen Filmbranche dar. Schatten leistete sowohl für die Entstehung des Independent- oder Experimentalfilms, als auch für die Entwicklung des Blaxploitation-Kinos einen entscheidenden Beitrag. Noch nie zuvor hatte sich ein (weißer) Regisseur derart offen mit den Problemen und dem Alltag der Schwarzen in der modernen amerikanischen Gesellschaft beschäftigt.
Zu den Regisseuren, die von Schatten beeinflusst wurden, zählen Jonas Mekas, Andy Warhol und Spike Lee. Filmhistorisch wird das Werk häufig mit Jean-Luc Godards Außer Atem verglichen, der zur gleichen Zeit entstand und den Ausgangspunkt der französischen Nouvelle Vague bildete.
Schatten existiert in zwei verschiedenen Versionen. Cassavetes drehte die erste Fassung des Films 1957. Die Erstfassung wurde im November 1958 im "Paris Theater" in New York gezeigt. Nach grundlegender Umarbeitung und Ergänzung hatte die zweite definitive Fassung am 11. November 1959 ebenfalls in New York, im "Cinema 16" Premiere. 
Die Publikumsreaktionen gegenüber der Erstfassung fielen überwiegend negativ aus. Der Avantgarde-Filmer und Journalist Jonas Mekas zeigte sich von dem Film jedoch so begeistert, dass er ihm vier Artikel in der Village Voice widmete und John Cassavetes für seine Leistung den ersten Independent Film Award verlieh. In der Begründung hieß es: "Cassavetes ist es mit "Schatten" gelungen, aus konventionellen Mustern und Fallen auszubrechen und ursprüngliche Frische wiederherzustellen. Die Situationen und die Atmosphäre des New Yorker Nachtlebens wurden lebendig eingefangen. [Der Film] atmet eine Unmittelbarkeit, die das heutige Kino dringend braucht, wenn es eine lebendige und zeitgenössische Kunstform sein will."
Dennoch entschloss sich Cassavetes, den Film vollständig zu überarbeiten. Die zweite, von Cassavetes persönlich bevorzugte Fassung von 1959 brachte ihm mehrere Auszeichnungen ein (siehe unten). Mekas hingegen bezeichnete das "Remake" als kommerziell und zog seine ursprünglich positive Beurteilung aufgebracht zurück.
Die erste Version galt in der Folgezeit über 40 Jahre lang als verschollen. Erst 2002 wurde durch Ray Carney eine Kopie dieser Fassung wiederentdeckt.
John Cassavetes Frau Gena Rowlands hat in dem Film einen kurzen Auftritt als Partygast, ebenso Bobby Darin in seiner ersten Kinorolle, der später zu einem bekannten Schauspieler und Komponisten wurde.

## Musik
Auch aufgrund des u. a. von Charles Mingus eingespielten Soundtracks gilt Shadows als ein herausragendes Beispiel eines improvisierten Films. Allerdings ist gerade auch bei der Filmmusik ein großes Spektrum anzutreffen von Musikzitaten, über eigens für den Film angefertigten Jazzkompositionen, bis hin zu Improvisationen, die Charles Mingus mit Mitgliedern seiner Band "The Jazz Workshop", sowie – insbesondere für die zweite, definitive Fassung des Films – der Saxophonist Shafi Hadi einspielte. Auf Musikzitaten gegründete Querverbindungen des Films bestehen zu so verschiedenen Bereichen wie dem Rock ’n’ Roll (am Anfang des Films: Elvis Presleys Hound Dog), dem Bebop, dem Blues (Earl Hines/Billy Eckstine) oder dem Musicalfilm (The Great Ziegfeld). Die Musik trägt ganz maßgeblich dazu bei, dass der Film als Statement für eine gegenseitige Öffnung ‚afroamerikanischer‘ und ‚weißer‘ urbaner Musikkulturen verstanden werden kann.
Shadows sei wegen seiner Synchronizität mit Jazz ein einzigartiger Film, schrieb Eric Fillon. Ähnlich wie Louis Malle mit Miles Davis hätte der Regisseur eng mit seinem Komponisten zusammengearbeitet, um die Grundlagen für Musik und Film zu schaffen. Eine dynamische und wechselseitige Beziehung zwischen Ton und Bild kennzeichne Shadows. Von dem vorgeschlagenen musikalischen Material behalte Cassavetes hauptsächlich die improvisierten Abschnitte bei. „Der Regisseur bevorzugt eine spontane Herangehensweise, die nicht durch das Schreiben eingeschränkt werden kann. Seine Verwendung von Musik ist ein Beweis für seine Begeisterung für das Mobilisierungspotential des Jazz. In Shadows bleibt die Musik haften und reagiert auf die Charaktere, was eine Vielzahl von Austauschen und Dialogen ermöglicht.“ So würden die Rhythmen und Klänge der Musik, die Bewegungen und die Worte der Schauspieler zu einem Beziehungsmodus zwischen den Körpern. Diese spontane Darstellung des Individuums in Aktion findet in der Musik von Mingus ihre Entsprechung. In dieser unabhängigen Produktion von Cassavetes habe der Jazz endlich seinen Platz im amerikanischen Kino gefunden.

## Auszeichnungen und Nominierungen
- 1960: Pasinetti-Preis der Internationalen Filmfestspiele von Venedig für John Cassavetes
- 1961: Nominierungen für den British Film Academy Award in den Kategorien Besten Film (John Cassavetes), Bester Nachwuchsdarsteller (Anthony Ray) und Beste Nachwuchsdarstellerin (Lelia Goldoni) sowie United Nations Award
- 1993: Aufnahme in das National Film Registry

## Kritik
In Kay Wenigers Das große Personenlexikon des Films heißt es in der Biografie von Regisseur Cassavetes: 

„Im Winter 1957/58 entstand sein bemerkenswerter Erstling „Schatten“, ein kompromißloses, semidokumentarisches, vor Ort gedrehtes 16mm-Werk über drei unterschiedlich dunkelhäutige Geschwister, ihr Leben in Manhattan und den alltäglichen, fein nuancierten Rassismus. Cassavetes verzichtete auf ein Detail-starres Drehbuch und setzte stattdessen auf Spontanität, mißachtete alle bis dato geltenden Regeln der Kameraführung und ermöglichte somit ein Höchstmaß an Realitätsgefühl und Natürlichkeit. „Schatten“ war der erste im Stil der „Underground“-Filmer gedrehte Streifen, der auch beim breiten Publikum Beachtung fand.“